# Iscrizione del foro di Verulamium
L'iscrizione del foro di Verulamium è una delle molte iscrizioni romane della Britannia, probabilmente databile al 79 d.C., sotto il regno dell'imperatore Tito.
Di essa si rinvennero cinque piccoli frammenti nel 1955, nel corso di lavori edili nel cortile della Scuola di San Michele (St Michael's School) di St Albans.
Da tali frammenti si è dedotto che l'iscrizione era incisa su una grande lastra di dedicazione, che misurava circa 4,3 m x 1,0 m).
Il punto di rinvenimento si trova presso l'ingresso nordorientale del forum e della basilica di Verulamium (l'attuale St Albans).
L'iscrizione è stata pubblicata come AE 1957, 169, e RIB 3123.
L'iscrizione è rilevante poiché menziona Gneo Giulio Agricola, il governatore della Britannia romana dal 77 all'84 d.C., che è principalmente noto grazie a una biografia scritta da suo genero Tacito.

## Testo e traduzione dell'iscrizione
Il testo dell'iscrizione fu ricostruito dal Prof. Sheppard Frere come segue:

[IMP TITO CAESARI DIVI] VESPA[SIANI] F VES[PASIANO AUG]

[P M TR P VIIII IMP XV COS VII] DESI[G VIII CENSORI PATRI PATRIAE]

[ [ ET CAESARI DIVI VESPASIANI F DOMITIANO COS VI DESIG VII PRINCIPI ] ]

[ [ IVVENTVTIS ET OMNIVM COLLEGIORVM SACERDOTI ] ]

[CN IVLIO A]GRIC[OLA LEGATO AUG PRO] PR

[MVNICIPIVM] VE[RVLAMIVM BASILICA OR]NATA

In forma non abbreviate, la stessa si legge come segue:

IMP(eratori) TITO CAESARI DIVI VESPASIANI F(ilio) VESPASIANO AVG(usto)

P(ontifici) M(aximo) TR(ibuniciae) P(otestatis) VIIII IMP(eratori) XV CO(n)S(uli) VII DESIG(nato) VIII CENSORI PATRI PATRIAE

ET CAESARI DIVI VESPASIANI F(ilio) DOMITIANO CO(n)S(uli) VI DESIG(nato) VII PRINCIPI IVVENTVTIS ET OMNIVM COLLEGIORVM SACERDOTI

GN(aeo) IVLIO AGRICOLA LEGATO AVG(usti) PRO PR(aetore)

MVNICIPIVM VERVLAMIVM BASILICA ORNATA

La traduzione dell'iscrizione è la seguente:

All'imperatore Tito Cesare Vespasiano Augusto, figlio del divo Vespasiano,

Pontefice Massimo, nel IX anno della potestà tribunizia, acclamato imperatore per la XV volta, console per la VII volta, console designato per l'VIII volta, censore, padre della Patria,

e a Cesare Domiziano, figlio del divo Vespasiano, console per la VI volta, console designato per la VII volta, principe della giovinezza e sacerdote di tutti i collegi (sacerdotali),

quando Gneo Giulio Agricola era legato di Augusto come propretore,

il municipio di Verulamium (e) la basilica fu ornata.

L'ultima linea è pervenuta molto frammentaria e si è ipotizzata una ricostruzione alternativa:
CIVITAS CATVVELLAVNORVM FORO EXORNATA ("il foro della città dei Catuvellauni fu abbellito").
Un'altra lettura meno probabile è la seguente:
RESPVBLICA VERVLAMIVM LATIO DONA ("... donò i fondi per l'ampliamento delle opere pubbliche di Verulamium").
L'iscrizione può essere datata al 79 d.C., l'anno in cui Vespasiano morì (egli non voleva che ci si riferisse a lui come divus prima della sua morte) e Tito ottenne il suo VII consolato, oppure l'81 d.C. (dando una differente lettura dei vari numeri riportati nella stele).
Il riferimento a suo fratello Domiziano fu reso illeggibile, come fu fatto anche per molte inscrizioni che si riferivano a lui, a seguito del pronunciamento del damnatio memoriae nei suoi confronti nel 96.